# Tacht-i Rustam (Samangan)
Tacht-i Rustam oder Tacht-e Rostam (persisch تخت رستم, ‚Thron Rostams‘) ist ein buddhistischer archäologischer Fundort 2 km südöstlich von Aibak (Provinz Samangan).